# Ковернинський район
Ковернинський район (рос. Ковернинский район) — адміністративно-територіальна одиниця (район) та муніципальне утворення (муніципальний район) у північно-західній частині Нижньогородської області Росії.
Адміністративний центр — робітниче селище Ковернино.

## Історія
Район було утворено 1929 року.

## Населення
| 1939    | 1959    | 1970    | 1979    | 1989    | 2002    | 2008    |
| ------- | ------- | ------- | ------- | ------- | ------- | ------- |
| 34 334  | ↗36 057 | ↘31 433 | ↘24 897 | ↘24 063 | ↘21 404 | ↘19 653 |
| 2009    | 2010    | 2011    | 2012    | 2013    | 2014    | 2015    |
| ↘19 462 | ↗19 951 | ↘19 868 | ↘19 622 | ↘19 360 | ↘19 208 | ↘18 960 |
| 2016    | 2017    |         |         |         |         |         |
| ↘18 700 | ↘18 597 |         |         |         |         |         |